# أكمية رأسية
أكمية رأسية (الاسم العلمي: Aechmea cephaloides) هو نوع نباتي يتبع جنس الأكمية من فصيلة البروميلية.